# Polina Kouznetsova
Polina Viktorovna Kouznetsova (russe : Полина Викторовна Кузнецова, anglais : Polina Kuznetsova), née Polina Viakhireva le 10 juin 1987 à Chopokov, est une handballeuse russe évoluant au poste d'ailière gauche. Elle est la sœur aînée d'Anna Viakhireva, et font toutes les deux partie de l'équipe championne aux Jeux olympiques d'été de 2016 à Rio.

## Palmarès

### Sélection nationale
Jeux olympiques
- médaille d'or aux Jeux olympiques de 2016 à Rio de Janeiro
- Médaille d'argent aux Jeux olympiques de 2020 à Tokyo

championnats du monde
- vainqueur du championnat du monde 2005
- vainqueur du championnat du monde 2007
- 6e place du championnat du monde 2011
- médaillée de bronze au championnat du monde 2019

championnats d'Europe
- finaliste du championnat d'Europe 2018
- finaliste du Championnat d'Europe 2006
- 6e place du championnat d'Europe 2012
- 7e place du championnat d'Europe 2010

autres
- vainqueur du championnat du monde junior en 2005

### Club
compétitions internationales
- vainqueur de la Ligue des champions en 2008 (avec Zvezda Zvenigorod)
- finaliste de la Ligue des champions en 2018 (avec ŽRK Vardar Skopje) et 2019 (avec Rostov-Don)
- vainqueur de la coupe EHF en 2007 (avec Zvezda Zvenigorod)
- vainqueur de la supercoupe d'Europe en 2008 (avec Zvezda Zvenigorod)

compétitions nationales
- championnat de Russie (4) en 2005, 2006 (avec HC Lada Togliatti), 2007 (avec Zvezda Zvenigorod), 2016 (avec HC Astrakhanochka) et 2019 (avec Rostov-Don)
- championne de Macédoine du Nord en 2018 (avec ŽRK Vardar Skopje)
- vainqueur de la coupe de Russie (4) en 2009, 2010 et 2011 (avec Zvezda Zvenigorod) et 2019 (avec Rostov-Don)
- vainqueur de la coupe de Macédoine du Nord en 2018 (avec ŽRK Vardar Skopje)

### Récompenses individuelles
- élue meilleure ailière gauche du Championnat du monde 2007,  France
- élue meilleure ailière gauche du Championnat d'Europe 2012,  Serbie
- élue meilleure ailière gauche aux Jeux olympiques (2) : 2016 et 2020